# Timothy Linh Bui
Timothy Linh Bui, né le 13 avril 1970 à Saigon au Viêt Nam, est un réalisateur américain d'origine vietnamienne.

## Biographie
Timothy Linh Bui est arrivé avec sa famille aux États-Unis en 1975 comme réfugié de la Guerre du Viêt Nam. Il grandit à Sunnyvale dans la région urbaine de San Francisco en Californie. Ses parents étaient propriétaires d'un vidéoclub, ce qui lui a donné la passion du cinéma. Il est diplômé du Columbia College Hollywood de Los Angeles. Il est le frère du réalisateur américain d'origine vietnamienne Tony Bui.
Timothy Linh Bui commence sa carrière en 1999 en co-écrivant et produisant le film de son frère Trois Saisons, premier film américain tourné au Viêt Nam depuis la fin de la Guerre du Viêt Nam, et le premier à être joué en vietnamien par des acteurs vietnamiens. 
Timothy Linh Bui a été très marqué par ce tournage au Viêt Nam qui a directement inspiré son premier long-métrage Green Dragon qui raconte l’histoire de plusieurs réfugiés vietnamiens aux États-Unis après la chute de Saigon à la fin de la guerre du Viêt Nam en 1975. Le film met en scène Forest Whitaker. C'est également l'un des premiers films produit par l'acteur américain .
Il réalise en 2009 Points de rupture, Forest Whitaker étant à nouveau acteur et producteur du film. Ce long-métrage est notamment connu comme étant le dernier film de Patrick Swayze.
En 2013, il fonde la société de production Happy Canvas Film aux États-Unis qu'il relocalise au Viêt Nam en 2016 . La société de production a notamment participé à la création de la version vietnamienne de l'émission américaine The Bachelor.
En 2019, il réalise Live Fast, Die Laughing mettant en scène Harvey Keitel et Francesca Eastwood, fille de Clint Eastwood, dont c'est la première apparition dans un long métrage.

## Filmographie

### Réalisateur
- 1995 : Duong tinh yeu
- 2003 : Green Dragon
- 2009 : Points de rupture (Powder Blue)
- 2019 : Live Fast, Die Laughing

### Scénariste
- 1999 : Trois Saisons
- 2003 : Green Dragon
- 2009 : Points de rupture (Powder Blue)

### Producteur
- 1995 : Yellow Lotus
- 1999 : Trois Saisons de Tony Bui
- 2005 : Inside Out de David Ogden
- 2007 : Owl and the Sparrow de Stephane Gauger
- 2009 : Shooting Blue de Josh Mandel
- 2009 : Points de rupture (Powder Blue) de lui-même
- 2013 : How to Fight in Six Inch Heels (Vietnamese: Am Muu Giay Got Nhon) de Ham Tran
- 2015 : The Throwaways de Tony Bui
- 2016 : The Housemaid (Cô Hầu Gái) de Derek Nguyen

## Récompenses
Green Dragon
- Festival du film d'Austin 2001 : Meilleure avant-première
- Humanitas Prizes 2001 : Meilleur Film

## Nominations et sélections
Green Dragon
- Festival du film de Sundance 2001 : Grand Prix du jury